# Gephyromantis lomorina
A Gephyromantis lomorina   a kétéltűek (Amphibia) osztályába és  a békák (Anura) rendjébe aranybékafélék (Mantellidae) családjába tartozó faj. 

## Előfordulása
Madagaszkár endemikus faja. A típusfajt a sziget északi részén, a Sava régióban, a Marojejy Nemzeti Parkban, 1325 m-es tengerszint feletti magasságban figyelték meg.

## Természetvédelmi helyzete
A vörös lista jelenleg nem tartja nyilván. 